# Karina Nose

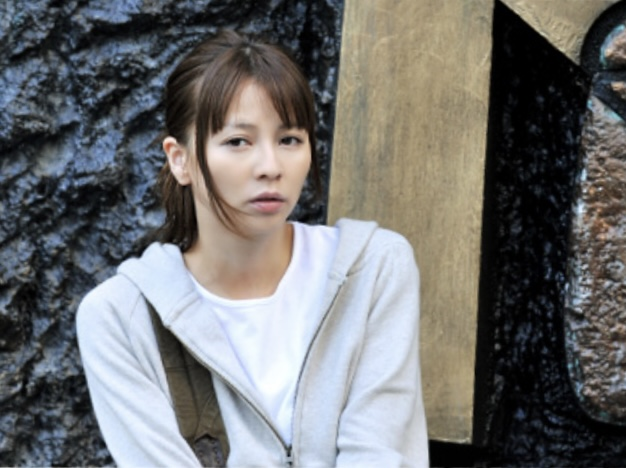
Karina Nose, 2012

Karina (jap. 能瀬香里奈, Nose Karina; * 21. Februar 1984 in Nagoya, Aichi, Japan) ist eine japanische Schauspielerin und Model.

## Filmografie

### Kino
- 2004 Shinkokyuu no Hitsuyou
- 2004 Tengoku no Honya ~Koibi~ / Heaven’s Bookstore - The Light of Love
- 2005 Umizaru
- 2006 Rinne / Reincarnation
- 2007 Shaberedomo Shaberedomo
- 2007 Koizora
- 2010 Parade
- 2010 Love Come
- 2010 Umizaru 3: The Last Message
- 2011 Ashita no Joe
- 2011 Usagi Drop

### Fernsehen
- 2001 Kabachitare (Fuji TV)
- 2002 Long Love Letter (Fuji TV)
- 2004 Division 1 2H (Fuji TV)
- 2004 Nurseman ga Yuku (NTV)
- 2005 Umizaru (Fuji TV, Folge 1)
- 2006 Yaoh (TBS)
- 2006 CA to Oyobi (NTV)
- 2006 Message (MBS)
- 2006 Boku no Aruku Michi (Fuji TV)
- 2007 Tsubasa no Oreta Tenshitachi 2 Merchandise (Fuji TV)
- 2007 Bambino! (NTV)
- 2007 Ushi ni Negai wo: Love & Farm (Fuji TV)
- 2008 Daisuki!! (TBS)
- 2008 Sensei wa Erai! (NTV)
- 2008 Ryokiteki na Kanojo (TBS, Folge 11)
- 2008 Kiri no Hi (NTV)
- 2008 Myu no Anyo Papa ni Ageru (NTV)
- 2008 Real Clothes (Fuji TV)
- 2008 Galileo: Episode Zero (Fuji TV)
- 2009 Love Shuffle (TBS)
- 2009 Kochira Katsushika-ku Kameari Koen-mae Hashutsujo (TBS)
- 2009 Hataraki Gon! (NTV)
- 2009 Real Clothes (Fuji TV)
- 2010 Freeter, Ie o Kau. (Fuji TV)
- 2011 Misaki Number One!! (NTV)
- 2011 Freeter, Ie o Kau. SP (Fiji TV)
- 2011 Watashi ga Renai Dekinai Riyuu (Fuji TV)
- 2012 Dirty Mama! (NTV)

## Auszeichnungen
- 56th Television Drama Academy Awards: Beste Hauptdarstellerin für Daisuki!!
- 11th Nikkan Sports Drama Grand Prix (Januar–März 08): Beste Hauptdarstellerin für Daisuki!!
- 51th Television Drama Academy Awards: Beste Nebendarstellerin für Boku no Aruku Michi